# Pteroconium asteroides
Pteroconium asteroides är en svampart som beskrevs av Grove 1914. Pteroconium asteroides ingår i släktet Pteroconium och familjen Apiosporaceae.   Inga underarter finns listade i Catalogue of Life.